# Glyphosoma cariosum
Glyphosoma cariosum är en skalbaggsart som först beskrevs av Leon Fairmaire 1901.  Glyphosoma cariosum ingår i släktet Glyphosoma och familjen långhorningar.
Artens utbredningsområde är Madagaskar. Inga underarter finns listade i Catalogue of Life.